# 1956

## Події
- 1 січня — Судан став незалежним від Великої Британії та Єгипту.
- 2 березня — Марокко стала незалежним султанатом на чолі з Мохаммед V.
- 20 березня — Туніс здобув незалежність від Франції.
- 24 травня — у Лугано пройшов перший конкурс Євробачення
- 26 липня — Єгипет оголосив суверенітет над Суецьким каналом.
- Серпень — в ФРН заборонено Комуністична партія Німеччини (КПН).
- 25 жовтня — в німецькому місті Берхтесгаден офіційно оголошено, що Адольф Гітлер мертвий.
- 31 жовтня — 6 листопада — Велика Британія — Франція бомблять Єгипет
- 23 жовтня — 200 тисяч чоловік вийшли на вулиці Будапешту з вимогою зміни влади. Угорська революція 1956 р.
- 1 листопада — Угорщина заявила про вихід з Варшавського договору.
- 4 листопада — Радянські танкові війська вводяться до Угорщини
- 12 грудня — Японія прийнята до ООН

### Наука
- Брюс Корк відкрив антинейтрон.

## Народились
див. також Категорія:Народились 1956
- 1 січня — Крістін Лагард, французький політик.
- 2 січня — Олексій Вертинський, український актор театру і кіно.
- 3 січня — Мел Гібсон, австралійський кіноактор, режисер, продюсер.
- 5 січня — Франк-Вальтер Штайнмаєр, німецький політик та державний діяч.
- 7 січня — Девід Карузо, американський актор.
- 9 січня — Імельда Стонтон, британська акторка та співачка.
- 17 січня — Пол Янґ, англійський співак.
- 21 січня — Джина Девіс, американська актриса, продюсер, сценарист і колишня фотомодель.
- 31 січня — Джон Лайдон (Джонні Роттен), англійський рок-співак («Sex Pistols»)
- 31 січня — Глаголєва Віра Віталіївна, російська кіноакторка
- 3 лютого — Натан Лейн, американський актор театру, кіно та озвучування.
- 22 лютого — Кіщук Володимир Юрійович, громадський активіст, учасник Євромайдану, Герой Небесної Сотні.
- 7 березня — Браян Кренстон, американський актор, сценарист і режисер.
- 18 березня — Інгемар Стенмарк, шведський гірськолижник.
- 19 березня — Гайдар Єгор Тимурович, російський політичний і громадський діяч.
- 20 березня — Кетрін Ештон, британська політик, баронеса
- 23 березня — Улюкаєв Олексій Валентинович, російський банкір
- 23 березня — Жозе Мануель Дурау Баррозу, прем'єр-міністр Португалії в 2002-04, голова Європейської Комісії з листопада 2004
- 3 квітня — Мік Марс, американський рок-музикант, гітарист гурту «Motley Crue».
- 5 квітня — Бушков Олександр Олександрович, російський письменник, працює в жанрах детективу та фентезі, автор публіцистики на історичну тематику.
- 6 квітня — Ігор Саруханов, російський співак і композитор
- 12 квітня — Енді Гарсіа, американський актор
- 18 квітня — Ерік Робертс, американський актор.
- 22 квітня — Наталя Сумська, українська акторка.
- 28 квітня — Володимир Литвин, український державний діяч, Голова Верховної Ради України (в 2002-06)
- 30 квітня — Ларс фон Трієр, данський кінорежисер та сценарист
- 7 травня — Ян Петер Балкененде, нідерландський політик.
- 10 травня — Лістьєв Владислав Миколайович, телеведучий, шоу-мен
- 15 травня — Мірек Тополанек, прем'єр-міністр Чехії (2006-09)
- 17 травня — Шугар Рей Леонард, американський боксер
- 21 травня — Джадж Рейнолд, актор
- 27 травня — Джузеппе Торнаторе, італійський кінорежисер, сценарист і продюсер.
- 29 травня — Латоя Джексон, співачка, зірка Playboy
- 30 травня — Давид Сассолі, італійський політик та журналіст
- 5 червня — Кенні Джі, американський саксофоніст.
- 5 червня — Річард Батлер, рок-співак (Psychedelic Furs).
- 6 червня — Бйорн Борг, шведський тенісист
- 25 червня — Ентоні Бурден, американський шеф-кухар, письменник, мандрівник-документаліст і телеведучий
- 26 червня — Кріс Айзек, актор, музикант, композитор
- 2 липня — Джеррі Гол, акторка, модель
- 3 липня — Мін Аун Хлайн, старший генерал.
- 6 липня — Йосиф (Мілян), єпископ-помічник Київської архієпархії УГКЦ.
- 9 липня — Том Генкс, американський актор
- 13 липня — Марк Мендоса, бас-гітарист гурту Twisted Sister
- 13 липня — Майкл Спінкс, боксер
- 15 липня — Ієн Кертіс, вокаліст панк-гурту Joy Division
- 17 липня — Михайло Сирота, український політик, депутат Верховної Ради
- 20 липня — Пол Кук, рок-музикант (The Sex Pistols)
- 22 липня — Мік Поінтер, рок-музикант, ударник гуртів «Arena» та «Marillion».
- 23 липня — Тенгіз Сулаквелідзе, грузинський футболіст
- 31 липня — Майкл Бін, американський актор
- 21 серпня — Кім Кетролл, англо-канадська акторка.
- 24 серпня — Тетяна Васильєва, російська акторка
- 16 вересня — Девід Коперфілд (Коткін), американський ілюзіоніст
- 17 вересня — Віктор Грачов, український футболіст, тренер.
- 20 вересня — Ґері Коул, американський актор кіно, телебачення та озвучення.
- 23 вересня — Паоло Россі, італійський футболіст
- 26 вересня — Лінда Гамільтон, американська акторка
- 29 вересня — Себастьян Коу, англійський легкоатлет, бігун на середні дистанції
- 18 жовтня — Мартіна Навратілова, американська тенісистка
- 28 жовтня — Махмуд Ахмадінежад, іранський державний діяч.
- 4 листопада — Ігор Тальков, російський співак
- 20 листопада — Бо Дерек, американська акторка
- 27 листопада — Вільям Фіхтнер, американський актор.
- 7 грудня — Ларрі Берд, американський баскетболіст

## Померли
Дивись також Категорія:Померли 1956
- 17 березня — Ірен Жоліо-Кюрі, французький фізик, лауреат Нобелівської премії з хімії 1935 року
- 11 травня — Волтер Сідні Адамс, американський астроном
- 23 травня — Генрик Улашин, польський мовознавець-славіст.
- 10 червня — Артур Ернест Гведел, американський анестезіолог та винахідник.
- 23 червня — Рейнгольд Глієр, український і російський композитор німецько-польського походження, диригент, педагог, музично-громадський діяч.
- 22 вересня — Фредерік Содді, англійський учений, лауреат Нобілевської премії
- 7 жовтня — Бригинський Меркурій, святий ігумен, преподобний УПЦ КП.
- 25 листопада — Довженко Олександр Петрович, український письменник, кіносценарист, кінорежисер світової слави (*1894).

## Нобелівська премія
- з фізики: Вільям Шоклі, Джон Бардін, Волтер Браттейн — «За дослідження напівпровідників і відкриття транзисторного ефекту»
- з хімії: Сиріл Норман Гіншелвуд і Микола Миколайович Семенов — «За дослідження в області механізмів хімічних реакцій»
- з медицини та фізіології: Андре Курнан, Вернер Форсман та Дікінсон Річардс — « За відкриття, що стосуються катетеризації серця та патологічних змін у системі кровообігу»
- з літератури: Хуан Рамон Хіменес — за «ліричну поезію, зразок високого духу і художньої чистоти в іспанській поезії».
- премія миру: Премію не присуджували